# Seixas Dória
João de Seixas Dória, plus couramment appelé Seixas Dória, né le 23 février 1917 et mort le 31 janvier 2012, est un homme politique brésilien.